# UNSA ICNA
 (novembre 2023).
Si vous disposez d'ouvrages ou d'articles de référence ou si vous connaissez des sites web de qualité traitant du thème abordé ici, merci de compléter l'article en donnant les références utiles à sa vérifiabilité et en les liant à la section « Notes et références ».
L’UNSA ICNA (Union Nationale des Syndicats Autonomes - Ingénieurs du Contrôle de la Navigation Aérienne) est un syndicat professionnel,, créé le 2 juin 2009 
Il est affilié à l’UNSA Transport et à l’UNSA Développement Durable.
Il représente des Ingénieurs du Contrôle de la Navigation Aérienne (appelés aussi contrôleurs aériens ou aiguilleurs du ciel) et a tenu son premier congrès les 29 et 30 septembre 2009 à Aix-en-Provence au CRNA Sud-Est. Le deuxième congrès s’est tenu à Lyon en mars 2011.
L’UNSA ICNA se présente pour la première fois aux élections professionnelles d’octobre 2011 et obtient le score de 22,4 % à la CAP ICNA. Il se classe en troisième position derrière le SNCTA (en recul de près de 14 points avec 40,9 %), la CGT (25,5 %, baisse de 5 points) la CFDT (5,7 %), la CFTC (3,4 %) et FO (2 %). En comités techniques, l’UNSA-ICNA permet à la liste commune UNSA de franchir la barre des 20 % et de devenir la deuxième force syndicale de la DGAC (21 %) et de ses directions DO (25,9 %) et DSNA (24,7 %).
Aux élections suivantes, en décembre 2014, il obtient 20 % et garde sa troisième place malgré un recule de plus de 2 points et d’une centaine de voix. Il reste derrière le SNCTA (en progression de 9 points et 250 voix), la CGT (en recul de 4,5 points et 170 voix), la CFDT (4,1 %), FO (2,9 %) et la CFTC (1,9 %).
Aux élections de 2022, l'UNSA ICNA recule encore chez les contrôleurs en s'établissant juste au-dessus de 17 %, derrière le SNCTA qui progresse encore, à plus de 60%.